# Nikołaj Emanuel
Nikołaj Markowicz Emanuel (ros. Николай Маркович Эмануэль, ur. 18 września?/1 października 1915 w miejscowości Tim w obwodzie kurskim, zm. 8 grudnia 1984 w Czernogołowce) – radziecki chemik.

## Życiorys
Od 1930 do 1932 uczył się w szkole o profilu chemicznym w Leningradzie, później w szkolnym kombinacie fabryczno-zawodowym im. Mendelejewa, od 1931 pracował w laboratorium w Leningradzkim Instytucie Fizyczno-Technicznym. W 1938 ukończył studia na Wydziale Fizyczno-Mechanicznym Leningradzkiego Instytutu Industrialnego (Politechnicznego), po czym wstąpił na aspiranturę Leningradzkiego Instytutu Chemii Fizycznej, po ataku Niemiec na ZSRR został powołany do Armii Czerwonej, w listopadzie 1941 zdemobilizowany, wrócił do instytutu ewakuowanego do Kazania, by brać udział w pracach naukowych o tematyce obronnej. W 1942 obronił pracę kandydacką w Leningradzkim Instytucie Chemii Fizycznej, w którym pracował do końca życia; w 1944 instytut przeniesiono do Moskwy. Od 1944 wykładał w Moskiewskim Uniwersytecie Państwowym, w 1949 obronił pracę doktorską, w 1958 został członkiem korespondentem Akademii Nauk ZSRR, od 1975 do końca życia kierował wydziałem chemii ogólnej i technicznej Akademii Nauk ZSRR. Był redaktorem naczelnym wielu pism naukowych i członkiem wielu komitetów, w tym 15 komitetów, rad i komisji naukowych Akademii Nauk ZSRR i Rady Ministrów ZSRR. Wypromował ponad 300 kandydatów nauk, 50 doktorów i wielu członków Akademii Nauk ZSRR. Był członkiem wielu zagranicznych akademii: USA (1974), Szwecji (1974), NRD (1975), Polski (1977) i Węgier (1976). Został pochowany na Cmentarzu Nowodziewiczym. W 1995 jego imieniem nazwano Instytut Fizyki Biochemicznej Rosyjskiej Akademii Nauk.

## Odznaczenia i nagrody
- Medal Sierp i Młot Bohatera Pracy Socjalistycznej (11 grudnia 1981)
- Order Lenina (dwukrotnie, 1975 i 1981)
- Order Czerwonego Sztandaru Pracy (dwukrotnie, 1965 i 1971)
- Order Znak Honoru (1956)
- Nagroda Leninowska (1958)
- Nagroda Państwowa ZSRR (1983)
- Nagroda im. A. Bacha (1948)
- Medal „Za obronę Leningradu” (1944)
- Medal „Za pracowniczą dzielność” (dwukrotnie, 1945 i 1953)
- Order Pokoju i Przyjaźni (Węgierska Republika Ludowa, 1975)
- Medal Przyjaźni Chińsko-Radzieckiej (Chiny, 1960)
- Medal 50-lecia Komunistycznej Partii Czechosłowacji (Czechosłowacja, 1971)

I inne.